# Neuville-lès-Loeuilly
Neuville-lès-Loeuilly là một xã ở tỉnh Somme, vùng Hauts-de-France, Pháp.

## Địa lý
Thị trấn này tọa lạc trên đường D61, khoảng 7 dặm Anh về phía tây nam của Amiens, hai bên bờ sông Selle.

## Dân số
| 1962                                                           | 1968 | 1975 | 1982 | 1990 | 1999 |
| -------------------------------------------------------------- | ---- | ---- | ---- | ---- | ---- |
| 75                                                             | 75   | 91   | 105  | 104  | 102  |
| Số liệu điều tra dân số từ năm 1962, dân số không tính hai lần |      |      |      |      |      |